# Supercopa francesa de futbol
La supercopa de França, anomenada en francès Trophée des Champions Gabriel Hanot USJSF és una competició futbolística francesa organitzada per la Unió Sindical de Periodistes Esportius Francesos i que es disputa a l'inici de temporada. Entre 1955 i 1973 s'anomenà Challenge des Champions. Als anys vuitanta es restaurà de forma breu. Forma part del calendari oficial de la Federació Francesa de Futbol des de 1995, ja amb l'actual nom. Enfronta els campions de la Lliga de França i de la Copa de França de la temporada anterior.

## Challenge des Champions
| 1949                    | Stade de Reims Champagne                     | Racing de Paris                              | 4-3                |
| Challenge des champions |                                              |                                              |                    |
| 1955                    | Stade de Reims Champagne                     | LOSC Lille Métropole                         | 7-1                |
| 1956                    | Club Sportif Sedan Ardennes                  | Olympique Gymnaste Club de Nice Côte-d'Azur  | 1-0                |
| 1957                    | Association Sportive de Saint-Etienne Loire  | Toulouse Football Club                       | 2-1                |
| 1958                    | Stade de Reims Champagne                     | Nîmes Olympique                              | 2-1                |
| 1959                    | Le Havre Athletic Club Football Association  | Olympique Gymnaste Club de Nice Côte-d'Azur  | 2-0                |
| 1960                    | Stade de Reims Champagne                     | Association Sportive de Monaco Football Club | 6-2                |
| 1961                    | Association Sportive de Monaco Football Club | Club Sportif Sedan Ardennes                  | 1-1                |
| 1962                    | Association Sportive de Saint-Etienne Loire  | Stade de Reims Champagne                     | 3-2                |
| 1965                    | Football Club Nantes Atlantique              | Stade Rennais                                | 4-2                |
| 1966                    | Stade de Reims Champagne                     | Football Club Nantes Atlantique              | 2-0                |
| 1967                    | Association Sportive de Saint-Etienne Loire  | Olympique de Lió                             | 3-0                |
| 1968                    | Association Sportive de Saint-Etienne Loire  | Football Club des Girondins de Bordeaux      | 5-3                |
| 1969                    | Association Sportive de Saint-Etienne Loire  | Olympique de Marsella                        | 3-2                |
| 1970                    | Olympique Gymnaste Club de Nice Côte-d'Azur  | Association Sportive de Saint-Etienne Loire  | 2-0                |
| 1971                    | Olympique de Marsella                        | Stade Rennais                                | 2-2                |
| 1972                    | Sporting Club de Bastia                      | Olympique de Marsella                        | 5-2                |
| 1973                    | Olympique de Lió                             | Football Club Nantes Atlantique              | 2-1                |
| 1985                    | Association Sportive de Monaco Football Club | Football Club des Girondins de Bordeaux      | 1-1 pr, 5 pen. a 4 |
| 1986                    | Football Club des Girondins de Bordeaux      | Paris Saint-Germain Football Club            | 1-0                |

## Trophée des Champions
| Any  | Vencedor                                                     | Finalista                                                    | Marcador                                                     | Seu                                                          |
| ---- | ------------------------------------------------------------ | ------------------------------------------------------------ | ------------------------------------------------------------ | ------------------------------------------------------------ |
| 1995 | Paris Saint-Germain Football Club                            | Football Club Nantes Atlantique                              | 2-2, 6 pen. a 5                                              | Brest                                                        |
| 1996 | No es disputà (AJ Auxerre vencedor de les dues competicions) | No es disputà (AJ Auxerre vencedor de les dues competicions) | No es disputà (AJ Auxerre vencedor de les dues competicions) | No es disputà (AJ Auxerre vencedor de les dues competicions) |
| 1997 | Association Sportive de Monaco Football Club                 | Olympique Gymnaste Club de Nice Côte-d'Azur                  | 5-2                                                          | Besiers                                                      |
| 1998 | Paris Saint-Germain Football Club                            | Racing Club de Lens                                          | 1-0                                                          | Tours                                                        |
| 1999 | Football Club Nantes Atlantique                              | Football Club des Girondins de Bordeaux                      | 1-0                                                          | Amiens                                                       |
| 2000 | Association Sportive de Monaco Football Club                 | Football Club Nantes Atlantique                              | 0-0, 6 pen. a 5                                              | Sochaux                                                      |
| 2001 | Football Club Nantes Atlantique                              | Racing Club de Strasbourg                                    | 4-1                                                          | Estrasburg                                                   |
| 2002 | Olympique de Lió                                             | Football Club Lorient-Bretagne Sud                           | 5-1                                                          | Cannes                                                       |
| 2003 | Olympique de Lió                                             | Association de la Jeunesse Auxerroise                        | 2-1                                                          | Lió                                                          |
| 2004 | Olympique de Lió                                             | Paris Saint-Germain Football Club                            | 1-1, 7 pen. a 6                                              | Cannes                                                       |
| 2005 | Olympique de Lió                                             | Association de la Jeunesse Auxerroise                        | 4-1                                                          | Auxerre                                                      |
| 2006 | Olympique de Lió                                             | Paris Saint-Germain Football Club                            | 1-1, 5 pen. a 4                                              | Lió                                                          |
| 2007 | Olympique de Lió                                             | FC Sochaux-Montbéliard                                       | 2-1                                                          | Lió                                                          |
| 2008 | Girondins Bordeaux                                           | Olympique de Lió                                             | 0-0, 5 pen. a 4                                              | Bordeus                                                      |
| 2009 | Girondins Bordeaux                                           | En Avant Guingamp                                            | 2-0                                                          | Montreal                                                     |
| 2010 | Olympique de Marsella                                        | Paris Saint-Germain Football Club                            | 0-0, 5 pen. a 4                                              | Radès                                                        |
| 2011 | Olympique de Marsella                                        | Lille Olympique Sporting Club Métropole                      | 5-4                                                          | Tànger                                                       |
| 2012 | Olympique de Lió                                             | Montpellier HSC                                              | 2-2 (4-2)                                                    | New York, USA                                                |
| 2013 | Paris Saint-Germain Football Club                            | Football Club des Girondins de Bordeaux                      | 2-1                                                          | Libreville, Gabon                                            |
| 2014 | Paris Saint-Germain Football Club                            | En Avant Guingamp                                            | 2-0                                                          | Pequín, Xina                                                 |
| 2015 | Paris Saint-Germain Football Club                            | Olympique de Lió                                             | 2-0                                                          | Montreal, Canadà                                             |
| 2016 | Paris Saint-Germain Football Club                            | Olympique de Lió                                             | 4-1                                                          | Klagenfurt, Àustria                                          |
| 2017 | Paris Saint-Germain Football Club                            | Association Sportive de Monaco Football Club                 | 2-1                                                          | Tànger, Marroc                                               |
| 2018 | Paris Saint-Germain Football Club                            | Association Sportive de Monaco Football Club                 | 4-0                                                          | Shenzhen, Xina                                               |
| 2019 | Paris Saint-Germain Football Club                            | Stade Rennais                                                | 2-1                                                          | Shenzhen, Xina                                               |
| 2020 | Paris Saint-Germain Football Club                            | Olympique de Marsella                                        | 2-1                                                          | Lens, França                                                 |
| 2021 | Lille Olympique Sporting Club Métropole                      | Paris Saint-Germain Football Club                            | 1-0                                                          | Tel-Aviv, Israel                                             |
| 2022 | Paris Saint-Germain Football Club                            | Football Club de Nantes                                      | 4-0                                                          | Tel-Aviv, Israel                                             |
| 2023 | Paris Saint-Germain Football Club                            | Toulouse Football Club                                       | 2-0                                                          | París, França                                                |
| 2024 | Paris Saint-Germain Football Club                            | Association Sportive de Monaco Football Club                 | 1-0                                                          | Doha, Qatar                                                  |

## Títols per club
| Club                     | Títols | Subtítols | Anys campió                                                                  | Anys subcampió               |
| ------------------------ | ------ | --------- | ---------------------------------------------------------------------------- | ---------------------------- |
| Paris Saint-Germain      | 13     | 5         | 1995, 1998, 2013, 2014, 2015, 2016, 2017, 2018, 2019, 2020, 2022, 2023, 2024 | 1986, 2004, 2006, 2010, 2021 |
| Olympique de Lió         | 8      | 4         | 1973, 2002, 2003, 2004, 2005, 2006, 2007, 2012                               | 1967, 2008, 2015, 2016       |
| Stade de Reims           | 5      | 1         | 1949, 1955, 1958, 1960, 1966                                                 | 1962                         |
| AS Saint-Étienne         | 5      | 1         | 1957, 1962, 1967, 1968, 1969                                                 | 1970                         |
| Mònaco                   | 4      | 4         | 1961, 1985, 1997, 2000                                                       | 1960, 2017, 2018, 2024       |
| FC Nantes                | 3      | 5         | 1965, 1999, 2001                                                             | 1966, 1973, 1995, 2000, 2022 |
| FC Girondins de Bordeaux | 3      | 4         | 1986, 2008, 2009                                                             | 1968, 1985, 1999, 2013       |
| Olympique de Marsella    | 3      | 3         | 1971, 2010, 2011                                                             | 1969, 1972, 2020             |
| OGC Nice                 | 1      | 3         | 1970                                                                         | 1956, 1959, 1997             |
| Stade Rennais            | 1      | 2         | 1971                                                                         | 1965, 2019                   |
| Lille OSC                | 1      | 2         | 2021                                                                         | 1955, 2011                   |
| CS Sedan                 | 1      | 1         | 1956                                                                         | 1961                         |
| Le Havre ACF             | 1      | -         | 1959                                                                         | -                            |
| SC Bastia                | 1      | -         | 1972                                                                         | -                            |
| Toulouse FC              | -      | 2         | -                                                                            | 1957, 2023                   |
| AJ Auxerre               | -      | 2         | -                                                                            | 2003, 2005                   |
| En Avant Guingamp        | -      | 2         | -                                                                            | 2009, 2014                   |
| Racing Club de France    | -      | 1         | -                                                                            | 1949                         |
| Nîmes Olympique          | -      | 1         | -                                                                            | 1958                         |
| RC Lens                  | -      | 1         | -                                                                            | 1998                         |
| RC Strasbourg            | -      | 1         | -                                                                            | 2001                         |
| FC Lorient               | -      | 1         | -                                                                            | 2002                         |
| FC Sochaux               | -      | 1         | -                                                                            | 2007                         |
| Montpellier HSC          | -      | 1         | -                                                                            | 2012                         |